# 愛情一千米
《愛情一千米》（英語：Can Anybody Help）是香港電視廣播有限公司拍攝製作的劇集，全劇共5集，監製邱家雄，主要演員有黃日華、毛舜筠、關海山、劉兆銘、南紅、俞明、郭　峰、李揚道、韋以茵等。

## 演員表
- 黃日華
- 上官玉
- 俞　明
- 焦　雄
- 韋以茵
- 薛彩霞
- 關海山
- 吳博君
- 李國平
- 余慕蓮
- 馬慶生
- 何廣倫
- 麥子雲
- 郭　峰
- 陳狄克
- 商天娥
- 劉淑儀
- 李揚道
- 白文彪
- 南　紅
- 麥皓為
- 何貴林
- 何璧堅
- 毛舜筠
- 劉兆銘
- 黎少芳
- 曹　濟
- 白　蘭